# Annie David
Pour les articles homonymes, voir David.
Annie David, née le 17 janvier 1963 à La Tronche (Isère), est une femme politique française, membre du Parti communiste français. Sénatrice de l'Isère de 2001 à 2017, elle est membre du groupe communiste, républicain et citoyen. Elle est présidente de la commission des Affaires sociales du Sénat de 2011 à 2014.

## Biographie
Acheteuse en informatique de profession et déléguée CGT chez HP, entrée au Parti communiste en 1996, Annie David est élue conseillère municipale de Villard-Bonnot, lors des élections municipales de 2001. Le 23 septembre 2001, elle est élue sénatrice de l'Isère et devient la benjamine du Sénat.
Elle fut élue en 2004 vice-présidente de la Délégation aux droits des femmes et à l'égalité des chances entre les hommes et les femmes et en 2007 vice-présidente de la commission des Affaires sociales du Sénat.
Elle est réélue sénatrice lors des élections de 2011, quand pour la première fois de la Ve République, la haute assemblée est contrôlée par une majorité de gauche. Elle devient alors présidente de la commission des Affaires sociales.
Annie David ne brigue pas un nouveau mandat au Sénat en 2017.

## Parcours politique

### Élection sénatoriale de 2001

#### Contexte
En 2001, la gauche, et a fortiori les communistes, n'ont aucun sénateur sortant dans le département de l'Isère. Avec le changement du mode d'élection, le scrutin passe de majoritaire à proportionnel plurinominal ; en outre, les listes doivent désormais comporter alternativement un candidat de chaque sexe.
Louis Mermaz est investi par la fédération de l'Isère du Parti Socialiste pour mener une liste d'union de la gauche et des républicains.
Après le passage à gauche du Conseil général et les élections municipales les 11 et 18 mars 2001, les responsables des partis communiste et socialiste en Isère soupçonnent que le corps électoral permettra à présent une victoire de deux candidats de gauche sur les quatre sièges à pourvoir, à condition de faire liste commune. Les négociations entre le PCF et le PS aboutissent à l'investiture d'Annie David à la seconde place sur la liste Ensemble pour l'Isère, liste de rassemblement de la Gauche et des Républicains.

#### Suffrage
Comme escompté, la liste Ensemble pour l'Isère (...) obtient le score le plus élevé, 989 voix soit 37,17 % des suffrages exprimés, et obtient ainsi un siège lors de la répartition au quotient et un siège à la plus forte moyenne. Les deux listes de droite suivantes, Isère : votre nouvelle équipe et Jean Faure une Équipe pour l'Isère, menées respectivement par Bernard Saugey et Jean Faure, voient chacune leur tête de liste élue à la plus forte moyenne.
Annie David devient la benjamine du Sénat et la première femme élue sénatrice en Isère, lors la mise en place de la parité.

### Élection sénatoriale de 2011

#### Contexte
À l'issue de son premier mandat, Annie David est réputée être une sénatrice active et son travail est reconnu par le corps électoral de l'Isère. Le magazine Lyon Capitale la classe ainsi quatrième meilleure sénateur dans son classement du 25 juin 2010.
Lors du renouvellement de 2011, le département de l'Isère est doté d'un siège à pourvoir supplémentaire, portant le total à 5 sénateurs. Avec l'évolution du corps électoral après les élections municipales de 2008, la gauche pense pouvoir s'adjuger un troisième siège. André Vallini est investi par le PS pour négocier une liste d'union de la gauche. Le PCF et le PS reconduisent leur alliance et Annie David est à nouveau présente en deuxième place sur la liste. Europe Écologie Les Verts n'y prendra pas part, préférant mener une liste autonome menée par Raymond Avrillier. Le conseiller municipal de Grenoble Jacques Chiron est choisi par le PS pour figurer en troisième position, potentiellement éligible, sur la liste Isère Démocratie menée par André Vallini.

#### Suffrage
Pour la deuxième fois consécutive, la liste d'union de la gauche remporte son pari, avec un score nettement plus élevé que 10 ans plus tôt. La liste Isère Démocratie remporte 1 270 voix (46,22% des suffrages exprimés) et gagne ainsi deux sièges à la répartition au quotient et un siège à la répartition à la plus forte moyenne (la division de la droite entre MM Bernard Saugey et Michel Savin permet à chacune des listes de remporter un siège à la répartition à la plus forte moyenne, qu'elles n'auraient pas remporté en faisant liste commune).

#### Mandat
Avec la victoire historique de la gauche et l'alternance pour la première fois de la Cinquième République à la tête de la chambre haute, Annie David devient présidente de la commission des Affaires Sociales, le groupe communiste disposant alors d'une minorité de blocage de fait au sein de la nouvelle majorité ; siège qu'elle conservera jusqu'à l'alternance trois ans plus tard et le retour de la droite. À ce titre, elle est la première et seule communiste à avoir été élue à la présidence d'une commission parlementaire du Sénat.

## Synthèse des mandats
Au Sénat
- Vice-Présidente du groupe interparlementaire d'amitié France-Allemagne
  - Membre du groupe interparlementaire d’amitié France-Caraïbes
  - Membre du groupe interparlementaire d’amitié France-Palestine
  - Membre du groupe interparlementaire d’amitié France-Tunisie
  - Membre du groupe interparlementaire d’amitié France-Grèce
- Vice-Présidente de la Commission spéciale sur le Projet de loi pour la croissance, l'activité et l'égalité des chances économiques (loi Macron)
- Vice-Présidente de la délégation sénatoriale à la prospective
- Secrétaire de la Mission d'Évaluation et de Contrôle de la Sécurité Sociale
- Membre de la commission des Affaires sociales

Au niveau national
- Membre du comité directeur de l'Association Nationale des Élu-e-s de Montagne
- Membre de la commission permanente du Conseil national de la montagne

Au niveau local
- Conseillère municipale de Villard-Bonnot depuis 2001
- Membre du Conseil départemental de la fédération de l'Isère du Parti communiste français
- Secrétaire départementale de la fédération de l'Isère du Parti communiste français (2015-2018).

## Fonctions antérieures
- Présidente de la commission des Affaires sociales
- Présidente du groupe interparlementaire d'amitié France-Portugal
- Membre de la Délégation aux droits des femmes et à l'égalité des chances entre les hommes et les femmes
- Membre de la Commission de surveillance et de contrôle des publications destinées à l'enfance et à l'adolescence
- Membre du Conseil d'orientation de la participation, de l'intéressement, de l'épargne salariale et de l'actionnariat salarié
- Membre du Conseil national de la formation professionnelle tout au long de la vie
- Membre de l'Observatoire national de la sécurité et de l'accessibilité des établissements d'enseignement
- Membre du Conseil d'administration de l'Agence nationale pour l'amélioration des conditions de travail (ANACT)
- Membre de la Section française de l'Assemblée parlementaire de la francophonie (A.P.F.)
- Membre du groupe d’études Forêt et filière bois, du groupe d’études sur le développement économique de la montagne